# Nhiếp ảnh đường phố

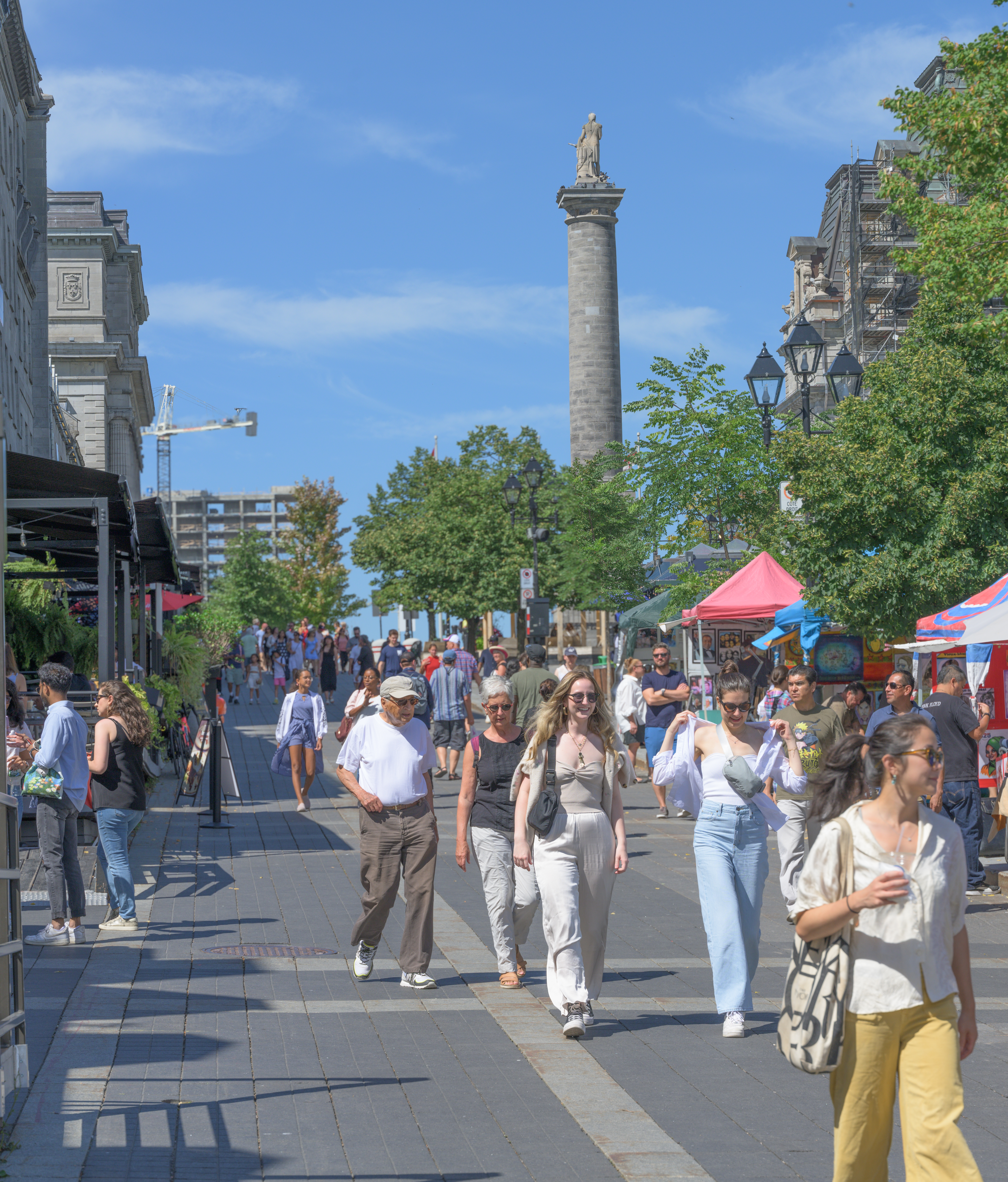
Một bức ảnh đường phố ở Montreal

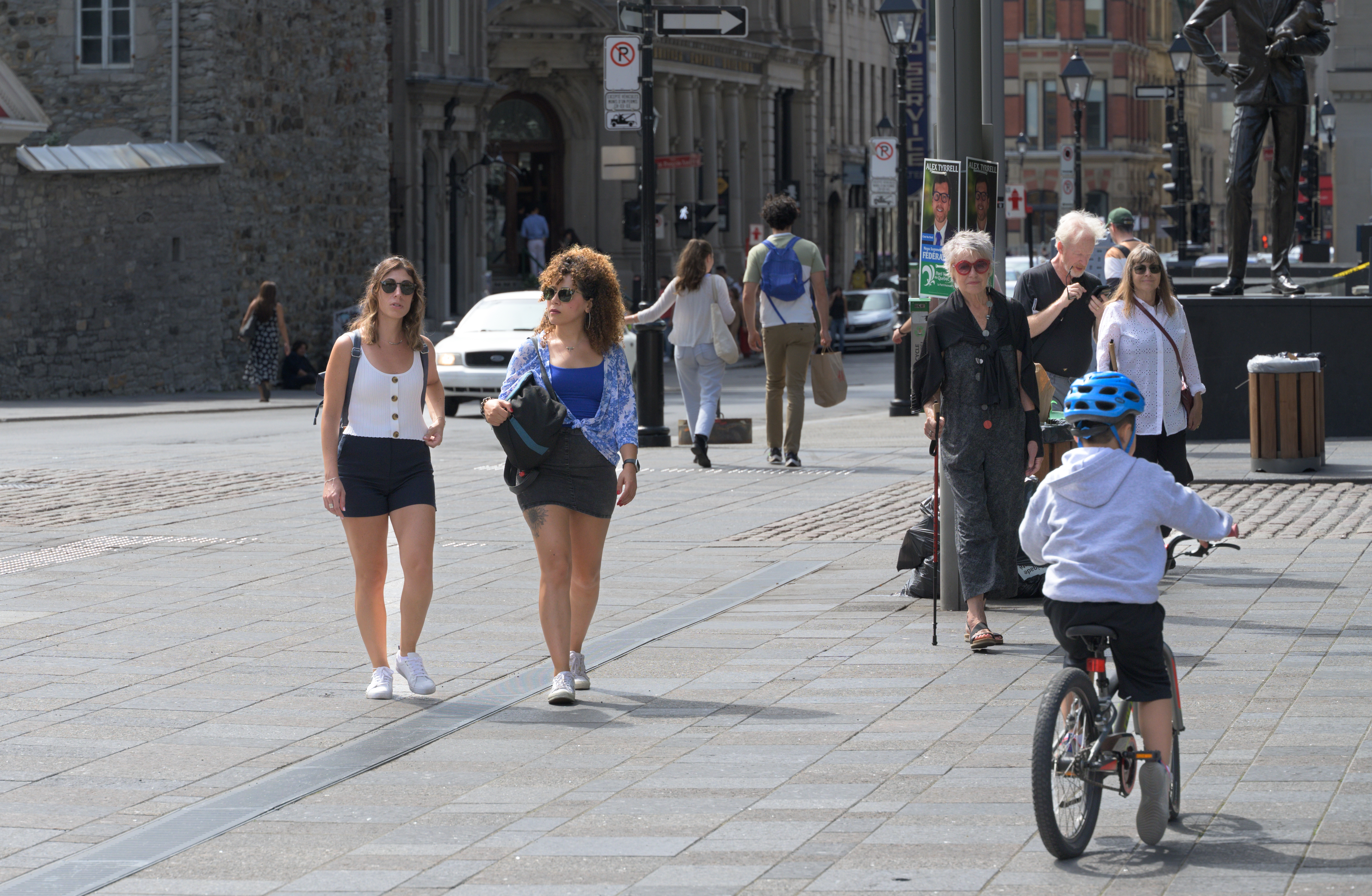
Bức ảnh đường phố ở Montreal

Nhiếp ảnh đường phố (Street photography) là việc nhiếp ảnh được thực hiện vì mục đích nghệ thuật hay nghiên cứu với đặc trưng là những cuộc gặp gỡ tình cờ và những sự kiện, cuộc chạm trán ngẫu nhiên tại những nơi công cộng. Loại hình này thường có mục đích chụp ảnh tại khoảnh khắc quyết định hoặc cảm xúc dâng trào xúc động bằng cách căn chỉnh thời gian cẩn thận. Nhiếp ảnh đường phố có sự chống lấn với loại hình nhiếp ảnh chân dung, mặc dù sau này cũng có thể được sử dụng trong các bối cảnh khác, chẳng hạn như chụp ảnh chân dung và chụp ảnh sự kiện. Nhiếp ảnh đường phố không nhất thiết phải có sự hiện diện của bối cảnh một con phố hoặc thậm chí là môi trường đô thị. Mặc dù mọi người thường xuất hiện trực tiếp, nhiếp ảnh đường phố có thể không có người và có thể là một vật thể hoặc môi trường mà hình ảnh thể hiện một tính cách rõ ràng là con người theo bản sao hoặc thẩm mỹ. 

## Đại cương
Nhiếp ảnh đường phố có thể tập trung vào con người và hành vi, ứng xử, phản ứng của họ ở nơi công cộng. Về mặt này, nhiếp ảnh gia đường phố tương tự như nhiếp ảnh tư liệu xã hội hoặc phóng viên ảnh, những người cũng làm việc ở nơi công cộng, nhưng với mục đích ghi lại các sự kiện đáng đưa tin. Bất kỳ hình ảnh nào của những nhiếp ảnh gia này cũng có thể ghi lại con người và tài sản có thể nhìn thấy trong hoặc ngoài nơi công cộng, điều này thường đòi hỏi phải giải quyết các vấn đề đạo đức và luật về quyền riêng tư, an ninh và tài sản. Phần lớn những gì được coi là nhiếp ảnh đường phố mang tính quyết định về mặt phong cách và chủ quan đều được thực hiện trong kỷ nguyên kéo dài đến cuối thế kỷ XIX cho đến cuối những năm 1970, giai đoạn chứng kiến sự xuất hiện của máy ảnh cầm tay cho phép chụp ảnh tự nhiên một cách tự phát và thoải mái ở những nơi công cộng. 
Sự xâm phạm quyền riêng tư được cho là sẽ diễn ra khi quyền riêng tư của một cá nhân bị xâm phạm do sự xâm phạm không mong muốn vào cuộc sống riêng tư của họ, bao gồm cả việc tiết lộ thông tin riêng tư công khai cũng như việc khó chịu khi hình ảnh của mình dù thoáng qua nhưng lại bị trưng công khai mà chưa có sự đồng ý. Một số người cảm thấy rằng các cá nhân nên có thể kiểm soát thông tin của họ (chẳng hạn như hình ảnh của họ) ngay cả ở nơi công cộng. Những người chỉ trích này sẽ cho rằng không thể nói rằng mọi người ở nơi công cộng đều chấp nhận khả năng bị chụp ảnh vì giả định rủi ro dựa trên sự đồng ý có ý thức, và cũng có thể lập luận rằng khả năng làm nổi bật các chi tiết của một bức ảnh có nghĩa là nó không chỉ ghi lại những gì công chúng nhìn thấy. Nhiếp ảnh đường phố cũng được bảo vệ bằng cơ chế tiền lệ pháp của tòa án, vì tòa án thường xuyên khẳng định rằng cá nhân không có quyền riêng tư ở nơi công cộng, nên có rất ít, nếu có, hành động pháp lý có thể được chế tài đối với một nhiếp ảnh gia đường phố.

## Chú thích

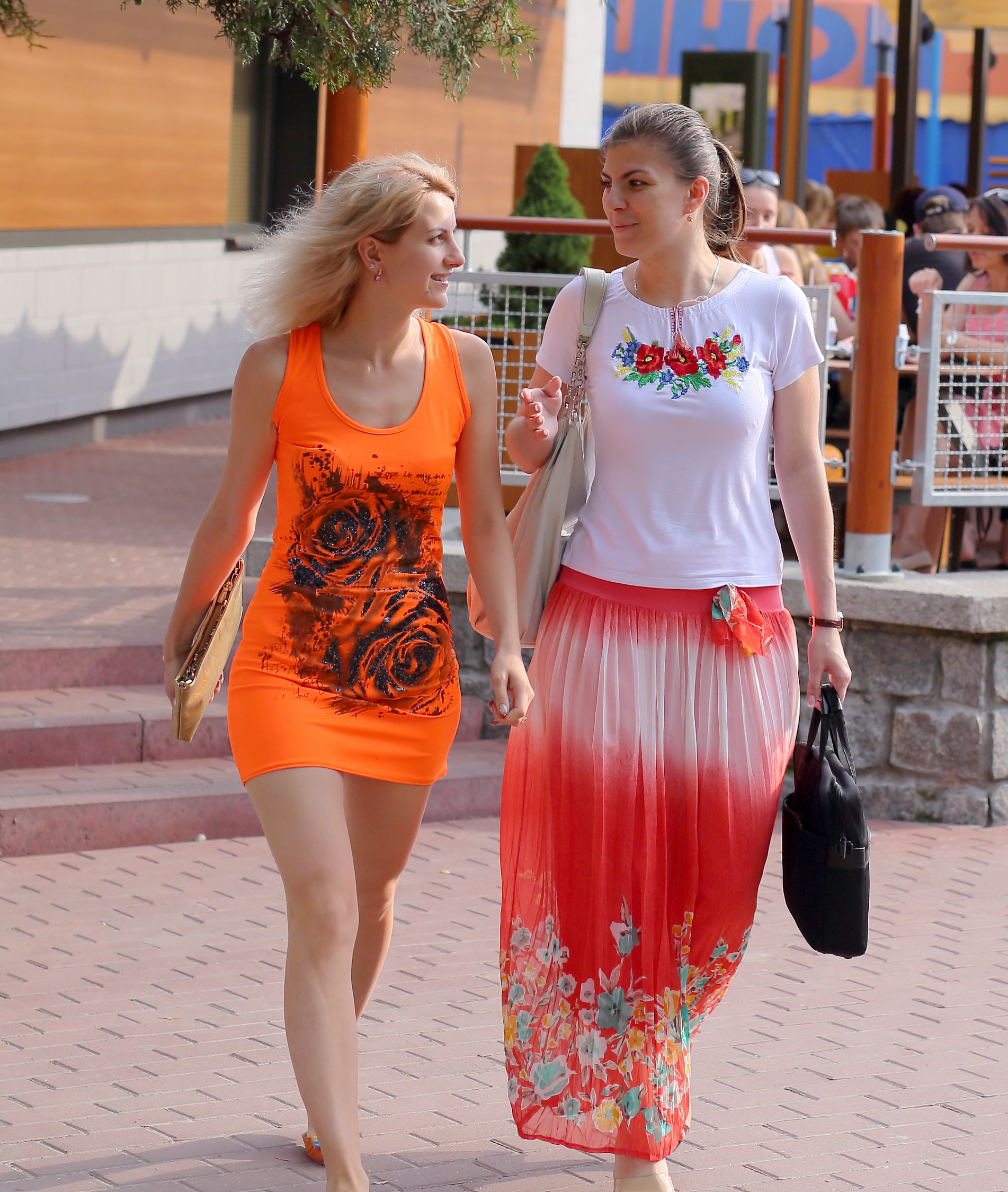
Hai phụ nữ đi bộ trên phố